# Zamia pseudomonticola
Zamia pseudomonticola är en kärlväxtart som beskrevs av Luis Diego Gómez. Zamia pseudomonticola ingår i släktet Zamia och familjen Zamiaceae. IUCN kategoriserar arten globalt som nära hotad. Inga underarter finns listade i Catalogue of Life.

## Bildgalleri

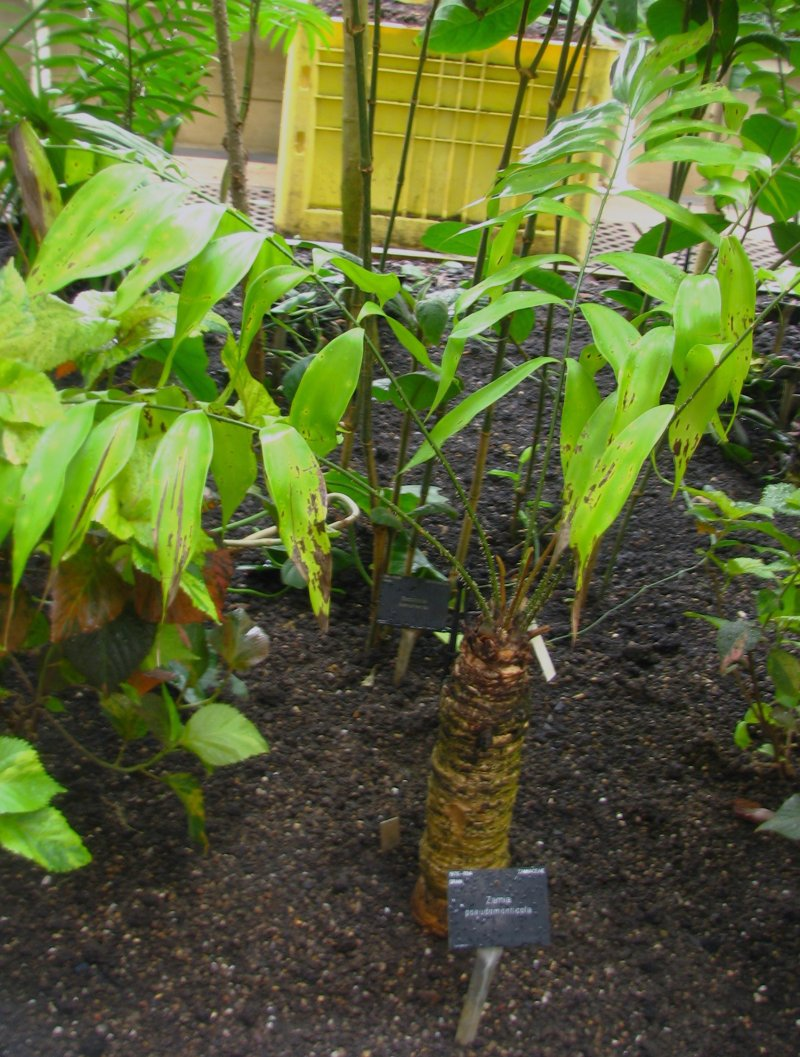